# Maxis
Cet article possède un paronyme, voir Mach 6.
 (mars 2012).
Si vous disposez d'ouvrages ou d'articles de référence ou si vous connaissez des sites web de qualité traitant du thème abordé ici, merci de compléter l'article en donnant les références utiles à sa vérifiabilité et en les liant à la section « Notes et références ».
Maxis est une société américaine de création de jeux vidéo fondée par Jeff Braun et Will Wright en 1987 et qui appartient à Electronic Arts.
Spécialisée dans les jeux de gestion, elle a développé plusieurs jeux comme Les Sims et SimCity et en 1995 le jeu 3D Pinball, inclus dans Windows NT 4.0 jusqu'à Windows XP.
SimCity est l'incontournable série de jeux de gestion de ville : le joueur incarne un maire et doit veiller à développer sa ville et son économie. Le concept de base du jeu a été proposé dans de multiples variantes : SimAnt est un équivalent avec une colonie de fourmis, SimTown permet de gérer un quartier précis, SimCopter de faire des missions en hélicoptère dans la ville créée dans SimCity 2000. Les Sims, quant à lui est une série de jeux de simulation de vie, où le joueur est amené à créer une famille et où il doit gérer les besoins des différents personnages.
En 2007, Electronic Arts fonde The Sims Studio, chargé de développer la franchise Les Sims. Cela permet à Maxis de se consacrer pleinement au développement de Spore.
Le 4 mars 2015, Electronic Arts annonce la fermeture du studio Maxis de Emeryville. En parallèle, Electronic Arts annonce consolider le développement de la licence de Maxis autour des studios de Redwood Shores, Salt Lake City, Helsinki et Melbourne,.

## Jeux développés
- 1989 : SimCity (PC, Mac, Amiga, Super Nintendo, Amstrad)
- 1991 : SimAnt (PC, Super Nintendo, Amiga)
- 1992 : SimEarth: The Living Planet (PC, Mac, Super Nintendo, Amiga)
- 1992 : SimLife: The Genetic Playground (PC, Mac, Amiga)
- 1993 : SimCity 2000 (PC, Mac, Amiga, Saturn, Nintendo 64, Super Nintendo, PlayStation)
- 1994 : SimHealth (PC)
- 1995 : SimIsle (PC)
- 1995 : SimTower (PC)
- 1995 : SimCopter (PC)
- 1996 : SimPark (PC)
- 1997 : Streets of SimCity (PC)
- 1999 : SimCity 3000 (PC, Mac)
- 2000 : Les Sims (PC, PS2, Xbox)
- 2002 : The Sims Online (PC)
- 2003 : SimCity 4 (PC, Mac)
- 2004 : Les Sims 2 (PC, Mac, PS2)
- 2008 : Spore (PC, Mac, Wii, DS)
- 2009 : Les Sims 3 (PC, Mac, PS3, 360, Wii, DS)
- 2011 : DarkSpore
- 2013 : SimCity
- 2014 : Les Sims 4 (PC, Mac)
- 2017 : Les Sims 4 (PS4, Xbox One)
- 2018 : Les Sims Mobile  (Android,iOS)

## Extensions développées
- SimCity (1989) :
  1. Future and Ancient Graphics for SimCity Classic
- SimCity 2000 :
  1. SimCity 2000 Scenarios Volume I: Great Disasters
  2. SimCity Urban Renewal Kit
  3. SimCity 2000: Network Edition
- SimCity 3000 :
  1. SimCity 3000 : Édition Mondiale
- Les Sims :
  1. Les Sims : Ça vous change la vie
  2. Les Sims : Surprise-partie
  3. Les Sims : Et plus si affinités
  4. Les Sims : En vacances
  5. Les Sims : Entre chiens et chats
  6. Les Sims : Superstar
  7. Les Sims : Abracadabra
- SimCity 4 :
  1. SimCity 4: Rush Hour
- Les Sims 2 :
  1. Les Sims 2 : Académie
  2. Les Sims 2 : Nuits de folie
  3. Les Sims 2 : La bonne affaire
  4. Les Sims 2 : Animaux & Cie
  5. Les Sims 2 : Au fil des saisons
  6. Les Sims 2 : Bon Voyage
  7. Les Sims 2 : Quartier Libre
  8. Les Sims 2 : La Vie en Appartement
  9. Les Sims 2 : Kit Fun en Famille
  10. Les Sims 2 : Kit Glamour
  11. Les Sims 2 : Kit Joyeux Noël!
  12. Les Sims 2 : Kit Jour de fête
  13. Les Sims 2 : Kit H & M Fashion
  14. Les Sims 2 : Kit Tous Pour Les Ados
  15. Les Sims 2 : Kit Ikea
  16. Les Sims 2 : Kit Cuisine et Salle de bain design
  17. Les Sims 2 : Kit Demeures de rêves
- Les Sims 3 :
  1. Les Sims 3 : Destination Aventure
  2. Les Sims 3 : Inspiration Loft Kit
  3. Les Sims 3 : Ambitions
  4. Les Sims 3 : Vitesse Ultime Kit
  5. Les Sims 3 : Accès VIP
  6. [Les Sims 3 : Jardin de style Kit
  7. Les Sims 3 : Génération
  8. Les Sims 3 : Vie Citadine Kit
  9. Les Sims 3 : Animaux et Cie
  10. Les Sims 3 : Suites de Luxe Kit
  11. Les Sims 3 : Showtime
  12. Les Sims 3 : Katy Perry Délices Sucrés
  13. Les Sims 3 : Diesel Kit
  14. Les Sims 3 : Super-Pouvoirs
  15. Les Sims 3 : Saisons
  16. Les Sims 3 : 70's, 80's, 90's Kit
  17. Les Sims 3 : University
  18. Les Sims 3 : Île de rêve
  19. Les Sims 3 : Cinéma Kit
  20. Les Sims 3 : En Route Vers Le Futur
- Spore
  1. Spore: Packs d'éléments étranges et mignons
  2. Spore Galactic Adventures

## Identité visuelle (logos)

Logo utilisé de 1992 à 2012
Logo utilisé depuis 2012